# پیش‌درآمد ادای منثور
پیش درآمد ادای منثور (انگلیسی: Prologue) بخش اول از چهار کتاب ادای منثور است و شامل روایتی هموار شده (یوهمرگرایی) از خاستگاه اسطوره‌شناسی اسکاندیناوی است. بر اساس پیش‌گفتار، خدایان نورس از تروجان‌ها (تروآ (شهر)) که در شعر هومر توصیف شده‌است، سرچشمه می‌گیرند و از نوادگان شاه پریاموس هستند. نوه پریام ثور (اسطوره) پس از ترک تراکیه به سراسر جهان سفر کرد و با هیولاها و اژدها مبارزه کرد. او سرانجام به شمال رسید و با فردی به نام سیف (اسطوره نورس) ازدواج کرد. از آنها هم خدایان نورس و هم رده‌های سلطنتی از پادشاهی‌های مختلف نازل شدند.